# Sharpless-Aminohydroxylierung
Die Sharpless-Aminohydroxylierung (oft abgekürzt als AA für asymmetrische Aminohydroxylierung, im Englischen auch als Oxyamination bezeichnet) ist eine Namensreaktion der Organischen Chemie. Sie ist nach dem Chemie-Nobelpreisträger Barry Sharpless benannt, welcher 1976 erste Hinweise auf sie fand. Sharpless berichtete allerdings erst 1996 von einer enantioselektiven Variante. Mithilfe dieser Reaktion können Olefine in einer cis-vic-Aminohydroxylierung in β-Aminoalkohole überführt werden. Die Reaktion ist eng verwandt mit der asymmetrischen Dihydroxylierung und kann als dessen Aza-Analoga betrachtet werden. Die Reaktion ist durch eine hohe Enantioselektivität gekennzeichnet und wird oft als Eintopfreaktion geführt. Die asymmetrische Aminohydroxylierung ist von Bedeutung, da die dabei erhaltenen β-Aminoalkohole für biologische Systeme von großer Relevanz sind. Die Reaktion ist ebenso von großem Interesse für die Totalsynthese.
Die asymmetrische Aminohydroxylierung ist nach der asymmetrischen Epoxidierung und der asymmetrischen Dihydroxylierung eine der bekanntesten Reaktionen von Sharpless. Allgemein gilt die asymmetrische Aminohydroxylierung allerdings als noch nicht vollständig ausgereift, da die Kontrolle der Regioselektivität nach wie vor eine Herausforderung darstellt. Die Regioselektivität wird nicht allein durch die verwendeten Liganden des Katalysatorsystems, sondern durch viele Faktoren beeinflusst.

## Übersicht
In der Sharpless-Aminohydroxylierung werden Olefine in einem Katalysatorsystem mithilfe einer Osmium(VI)-Spezies, einer Stickstoffquelle und einem Liganden zu β-Aminoalkoholen überführt. Als Stickstoffquelle verwendet man Alkalimetallsalze N-halogenierter Sulfonamide, N-halogenierter Alkylcarbamate oder N-halogenierten Amiden. Als Osmium(VI)-Spezies wird Kaliumosmat(VI)-Dihydrat K2OsO4 · 2 H2O (andere Schreibweise: K2Os2(OH)4) verwendet. Als Lösungsmittel kommen meistens Gemische aus Alkoholen und Wasser zum Einsatz. Bei der Sharpless-Aminohydroxylierung werden analog zur Sharpless-Dihydroxylierung dimere Liganden auf Basis von Cinchona-Alkaloiden verwendet, meistens (DHQ)2PHAL oder (DHQD)2PHAL.

Allgemeines Reaktionsschema einer asymmetrischen Aminohydroxylierung nach Sharpless: Ein Olefin (1) wird mit einer Stickstoffquelle und einem Osmium-Katalysatorsystem zu den Regioisomeren β-Aminoalkoholen (2) und (3) umgesetzt.
(DHQ)2PHAL
(DHQD)2PHAL

## Mechanismus
Die asymmetrische Aminohydroxylierung ist mechanistisch eng verwandt mit der asymmetrischen Dihydroxylierung. Zunächst kommt es zur Bildung eines Osmium(VI) azaglycolats (6). Ausgehend von der Imidotrioxoosmium(VI)spezies (2) kann dies entweder über eine schrittweise [2+2] Cycloaddition oder eine [3+2] Cycloaddition erfolgen. Die Cycloaddition erfolgt in beiden Fällen syn-stereospezifisch. Sharpless schlug ursprünglich vor, dass die [2+2] Cycloaddition des Olefins zu einem Osmaazetidin (4) führt, welches sich nach Koordination eines weiteren Liganden und einer [1,2]-Migration des Intermediats (5) zu (6) umwandelt. Theoretische Untersuchungen von Sharpless und Kendal Houk aus 1997 stellen dies jedoch in Frage. Demnach gibt es Hinweise, dass die [3+2] Cycloaddition der geschwindigkeitsbestimmende Schritt für die Bildung von (6) ist. Auch theoretische Berechnungen von Gernot Frenking aus 1996 deuten darauf hin, dass eine [2+2] Cycloaddition unwahrscheinlich ist. Das Intermediat (6) wird nach der Addition von (7) zum enantiomerenreinen β-Aminoalkohol (9) hydrolysiert, wobei (2) regeneriert wird. 1996 schlug Sharpless vor, dass auch ein sekundärer Katalysezyklus möglich ist, wenn ein weiteres Äquivalent des Olefins an (8) addiert (dieser ist in der nachfolgenden Abbildung der Übersichtlichkeit wegen nicht dargestellt).

## Beispiele
Zur Synthese eines HIV-Proteaseinhibitors verwendeten Kondekar et al. 2004 die asymmetrische Aminohydroxylierung im folgenden Schritt: